# Rigafahrergestühl

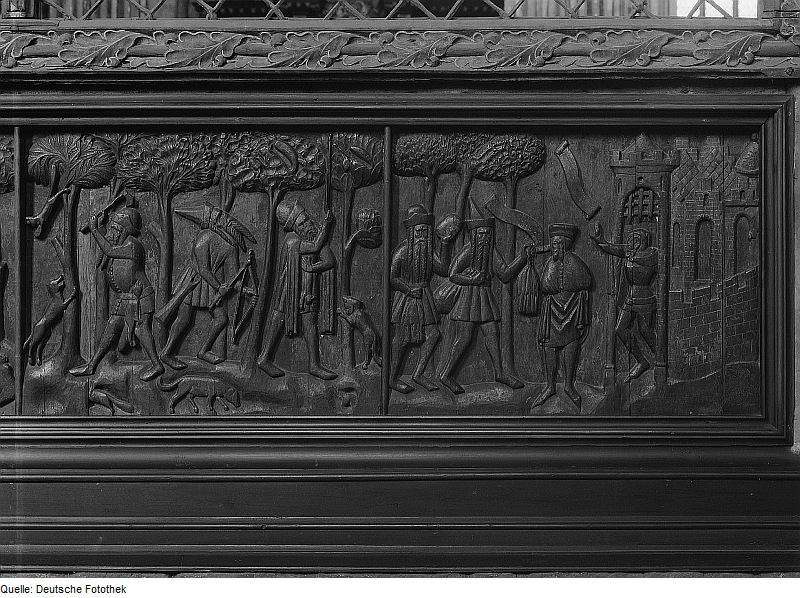
Teilansicht

Das Rigafahrergestühl (auch: Russefahrergestühl, Russlandfahrergestühl, Nowgorodfahrergestühl) ist ein aus dem Mittelalter stammendes Reliefbild in der Stralsunder Nikolaikirche.
Das Gestühl ist nahezu einmalig; es existieren kaum weitere Zeugnisse dieser Art. Auf den meisten Kirchengestühlen, die noch heute erhalten sind, wurden kirchliche Themen dargestellt; so zum Beispiel der Schutzheilige der Kompanie. Auf dem Rigafahrergestühl sind dagegen rein profane Themen zu sehen. Drei der vier Relieftafeln zeigen Russen bei der Arbeit: Sie jagen Pelztiere und sammeln Honig und Harz. Die vierte Tafel zeigt den Handel zwischen Russen und den Stralsunder Kaufleuten der Rigafahrer. Die Darstellung der Handelstätigkeit zeugt auch vom Selbstbewusstsein der Händler.

## Standort
An der Chorschranke im südlichen Chorumgang der Kirche befindet sich an einer weiß getünchten Mauer das vierteilige, aus Eichenholz geschnitzte, farblich gestaltete Relikt aus der vorreformatorischen Zeit. Das Gestühl gehörte zu einem der insgesamt 56 Altäre der Stralsunder Nikolaikirche.
Die vier Relieftafeln waren Bestandteil des Altars der Stralsunder Kompanie der Rigafahrer; mittelalterlicher Händler, die im Mittelalter hauptsächlich im Handel mit der Stadt Riga in Livland standen; dort kauften sie vornehmlich Pelze und Honig. Die Rigafahrer entwickelten sich als eigenständige Kompanie aus der Kompanie der Tuchhändler (Gewandschneider); sie sind sowohl in Schuldbüchern der Stadt Riga als auch in Urkunden und anderen Aufzeichnungen der Stadt Stralsund erwähnt. Die Kompanie nannte sich „St. Annen-Bruderschaft“.
Der ursprüngliche Standort des Altars ist schwer zu bestimmen. Die Nikolaikirche war eine katholische Prozessionskirche; in ihr gab es kein Gemeindegestühl, sondern von Bruderschaften, Ämtern, Patrizierfamilien oder Händlern gestiftete Nebenaltäre zusätzlich zum Hochaltar und dem Kreuzaltar. In einem Visitationsprotokoll nach der Reformation wird die Nikolaikirche bis auf das südliche Seitenschiff beschrieben. Da der Altar der Rigafahrer im Protokoll fehlt, kann davon ausgegangen werden, dass es sich in ebendiesem südlichen Seitenschiff befand. In einer Quelle aus dem Jahr 1465 wird das Gestühl als „vor dem roden stole“ stehend beschrieben; an der Rückwand der Tafeln ist ein Eisenoxydrot zu sehen. Daraus lässt sich tatsächlich schließen, dass das Gestühl an einer Säule stand, die heute die „bunte Säule“ genannt wird. Eine Quelle aus der Mitte des 17. Jahrhunderts nennt einen Standort „mitten in der Diele“, also im Mittelschiff der Kirche. Wilhelm Hagemeister orientiert sich bei seiner Darstellung an einem Standort an der Nordseite, auch Ernst von Haselberg übernimmt dies 1902. Allerdings ist dies unwahrscheinlich; hier steht heute die Buchholz-Orgel, und der Platz entspricht in keiner Weise den genannten Beschreibungen.

## Anfertigung
Das aus Eichenholz bestehende, farbig gefasste Relief wurde wahrscheinlich durch einen Stralsunder Künstler geschaffen. Es entstand um 1360 bis 1370. Urkundlich ist nicht belegt, wo es entstand, jedoch weisen einige Details auf eine Anfertigung vor Ort hin. Zum einen ist ein Transport einer derart großen Schnitzerei zur damaligen Zeit unwahrscheinlich, da die Rigafahrer dies ja auch zu Hause hätten anfertigen lassen können. Auch sind in der Darstellung selbst einige Details, die eine Ortsunkenntnis des Künstlers nahelegen: Die Blätter der Bäume sind zwar sehr fein ausgearbeitet, lassen sich aber keiner bekannten Baumart zuordnen. Zudem fand die Pelztierjagd im Winter statt; die mediterran anmutenden Bäume aber haben noch ihr volles Blattwerk. Auch die Darstellung der Stadt auf Tafel vier ist zwar sehr fein ausgeführt. Eine eindeutige Zuordnung zu einer Stadt ist aber nicht möglich, was bei einem Künstler mit Ortskenntnissen doch wahrscheinlich gewesen wäre.
Die Tafeln waren mit Stiften am Altar befestigt, was noch heute erkennbar ist. Sie schmückten die Rückwand (Dorsale) des Gestühls der Rigafahrer.

## Beschreibung
Es handelt sich um vier aus Eichenholz geschnitzte Relieftafeln mit den Einzelmaßen 86 × 98 cm bzw. 86 × 104 cm. Drei der Tafeln zeigen die Pelztierjagd und die Waldbienenzucht in Russland, die vierte Tafel zeigt den Handel mit diesen Waren. Die Russen sind in ihren typischen Kitteln und mit gedrehten Bärten dargestellt; diese Darstellung der Russen ist nahezu einmalig; es gibt hierzu wenige zeitgenössische Darstellungen. Es ist nicht nachvollziehbar, welche Bedeutung die unterschiedlich großen Hüte der Russen haben; möglicherweise handelt es sich um Jäger unterschiedlichen Ranges.

## Die Darstellungen im Einzelnen

### Tafel A

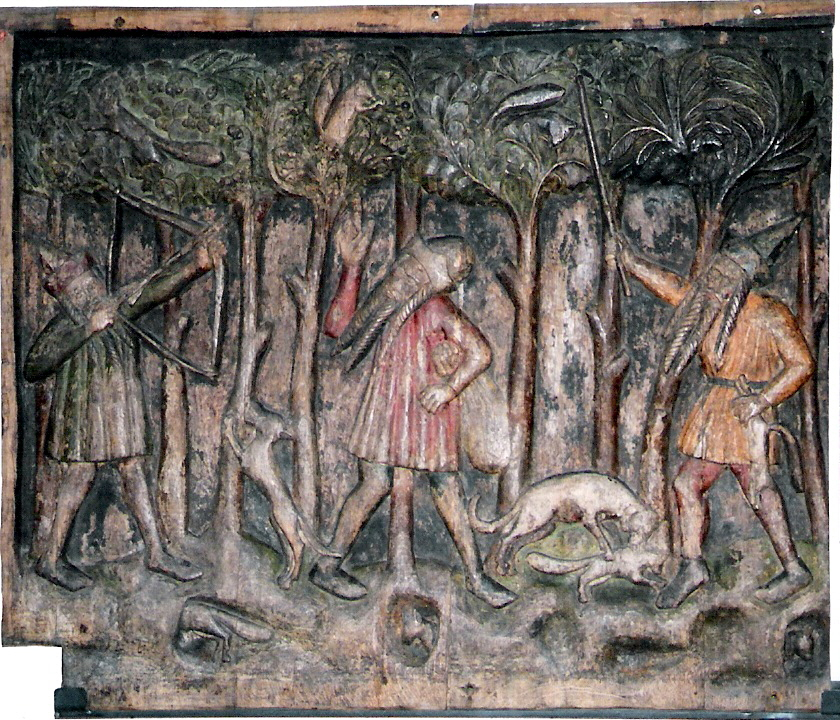
Tafel A

Auf der ersten Tafel wird die Pelztierjagd dargestellt. Sie findet im Laubwald statt; ein Bogenschütze zielt mit seinem Pfeil auf ein Tier in der Baumkrone, auf das ein anderer zeigt. Bei dem Tier handelt es sich wohl um ein Eichhörnchen, dessen Fell zur Herstellung der Feh genannten Kleidung diente. Darauf, dass hier das Fell als ganzes Ziel der Jagd war, deutet die Darstellung der nicht spitz zulaufenden Pfeile hin; wahrscheinlich wurden die Tiere nur betäubt, um das Fell nicht zu beschädigen. Die von den Pfeilen betäubten Tiere wurden von Hunden aufgesammelt. Der rechts zu sehende Jäger scheucht mit seinem Stock die Tiere in den Bäumen auf. Im unteren Bereich der Tafel verstecken sich Zobel oder Hermeline im Wurzelwerk der Bäume.
Dass der Wald auf dem Relief belaubt dargestellt ist, steht im Widerspruch zu der Tatsache, dass die Jagd im Winter stattfand.

### Tafel B

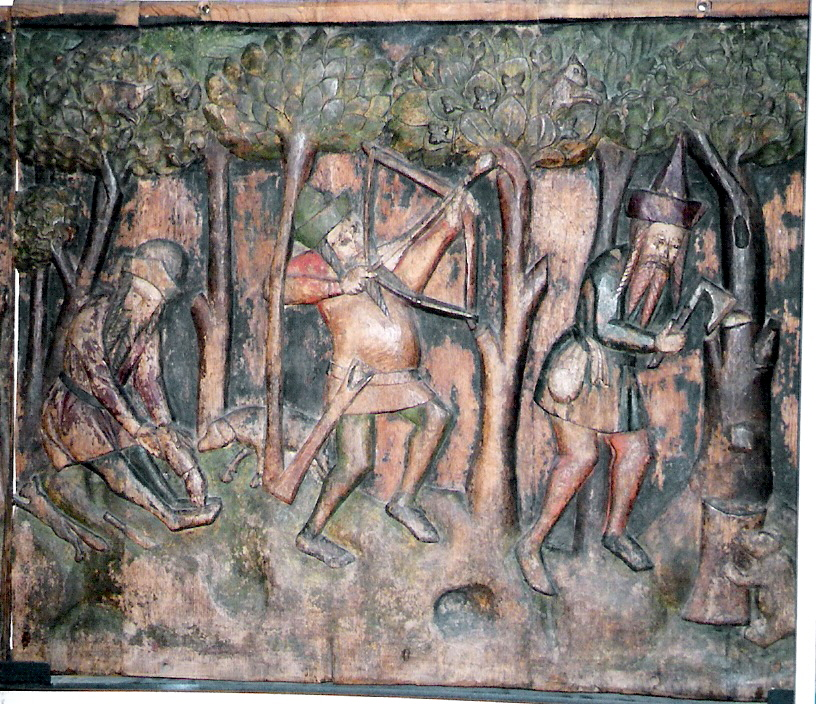
Tafel B

Die zweite Tafel zeigt links einen der Jäger, der einem erbeuteten Tier das Fell abzieht; ein Hund beschnüffelt das tote Tier. In der Mitte des Reliefs ist ein weiterer Bogenschütze dargestellt, der auf ein in den Baumwipfeln befindliches Tier zielt.
Am rechten Bildrand beginnt die Darstellung der Waldbienenzucht. Der dargestellte Waldbienenzüchter schlägt mit einem Beil eine Aushöhlung in einen Baum, dessen Stamm durch Kappung der Krone deutlich dicker als der der anderen Bäume ist; er wurde durch die Kappung verdickt, um Bienenvölker anzusiedeln. Die Bienen, die im Baum leben, produzieren Honig und Wachs, die durch die Züchter aus dem Stamm entnommen werden. Der Bär am Baum dient der Verdeutlichung des Vorgangs der Gewinnung von Honig (und Wachs); die Waldbienenzüchterei war im Ostseebereich unbekannt, ein Bär mit einem Topf wies darauf hin, dass hier Honig gewonnen wurde.

### Tafel C

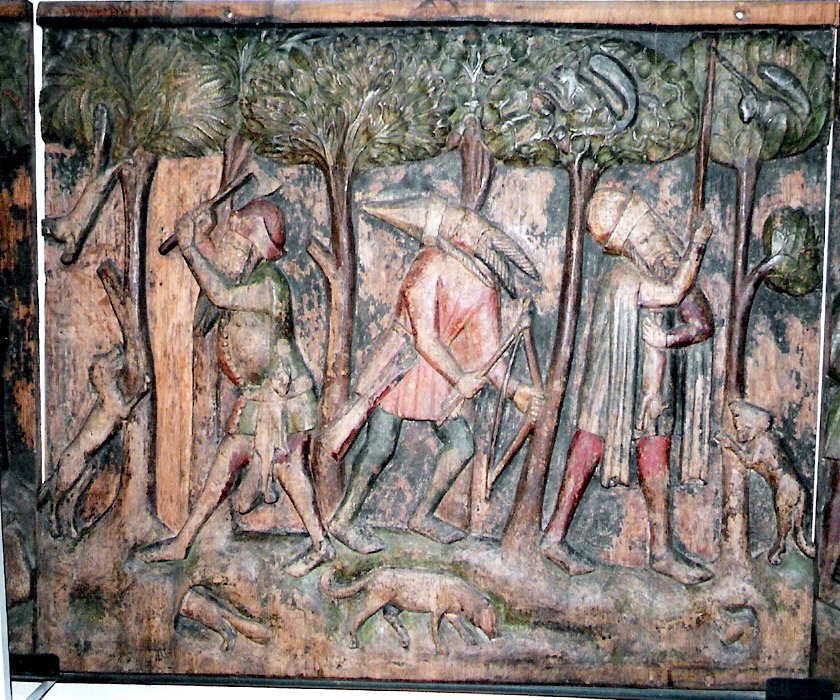
Tafel C

Auf der dritten Tafel wird die Heimkehr der erfolgreichen Jäger gezeigt. Der links gezeigte Jäger hat an seinem Gürtel einen Tierkadaver befestigt; er verteidigt sich gegen ein angreifendes Tier, möglicherweise einen Wolf. Auch der rechts gezeigte Jäger, der einen Tierkadaver in der linken Hand hält und diesen an seinen Körper presst, verteidigt sich gegen ein Tier.
In den Baumwipfeln sitzen Eichhörnchen und zu Füßen der heimkehrenden Jäger läuft ein Hund.

### Tafel D

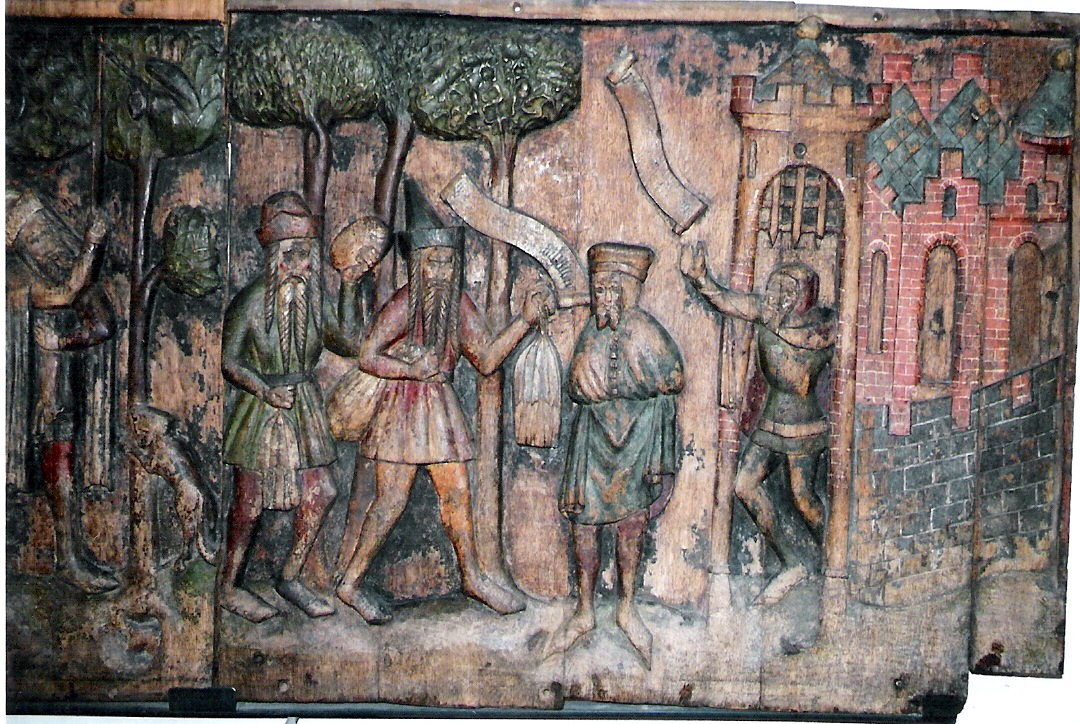
Tafel D

Auf der vierten Tafel wird der Handel zwischen Russen und den Stralsunder Händlern dargestellt. Die beiden Russen links im Bild bieten Wachs und Felle an, beides waren äußerst begehrte und kostbare Handelswaren im Ostseeraum und in Westeuropa. Die Felle wurden für Kleidung, das Wachs für die Fertigung von Kerzen verwendet.
Die angebotenen Felle waren bereits vorbehandelt und haltbar gemacht (sogenannte Rauchwaren), was typisch für die Rigaer Händler war; in anderen Gegenden wurden gewöhnlich rohe Felle gehandelt.
Im rechten Teil des Reliefs sind ein deutscher Händler und der Torsteher einer Stadt dargestellt. Beide rufen den Händlern augenscheinlich etwas zu; die Inschrift der Spruchbänder ist allerdings nur noch fragmentarisch vorhanden und kann daher nicht gedeutet werden.
Sowohl der Kaufmann der Hanse als auch der Torsteher tragen die typischen spitzen Schuhe.
Die Stadt weist eine steinerne Stadtmauer auf. Dies steht im Gegensatz zu der Deutung der dargestellten Stadt als dem Peterhof in Nowgorod, der nachweislich von Holzzäumen umgeben war. Wahrscheinlich jedoch handelt es sich bei der Stadt um Riga, wie Friedrich von Keußler 1921 anführte und wie es Thomas Brück ebenfalls deutet. Brück hält das Relief für die älteste Abbildung Rigas.
Die Häuser weisen spitze Giebel auf, wie sie für Hansestädte des Ostseeraumes typisch waren. Die Turmspitzen im Hintergrund sind zwiebelförmig dargestellt.

## Künstlerische Bedeutung
Nach der Reformation, die in Stralsund mit einem großen Verlust an Kirchengegenständen verbunden war, blieben die Relieftafeln erhalten, wurden allerdings wohl anderweitig verwendet; so ist nachgewiesen, dass sie im Fußraum des Gestühls der Gewandhausaltermänner, die ihr Gestühl 1820 gemietet hatten, verwendet wurden. 1840 sind die vier Tafeln Bestandteil einer Gesamtaufnahme der Kircheneinrichtung von St. Nikolai durch einen Stralsunder namens Weinrauch im Zusammenhang mit dem Umbauten; hier wurden die Tafeln 1884 „wiederentdeckt“. Erstmals wurde nun die künstlerische Bedeutung der Tafeln anerkannt und eine Rettung angestrebt.
Die farbliche Darstellung der Handelstätigkeit ist nahezu einmalig. Aus diesem Grund werden die Tafeln nur hinter Glas gezeigt; nur sehr selten werden sie an Ausstellungen verliehen; die gute Erhaltung beruht vorwiegend auf den gleichbleibenden klimatischen Verhältnissen im Kirchenraum.
Auf der Ausstellung „Die Parler und ihr schöner Stil“ in Köln im Jahr 1978 wurden die Tafeln erstmals außerhalb Stralsunds einem breiten Publikum präsentiert. In den Jahren 1989 und 1990 waren sie Bestandteil der Ausstellung „Hanse – Lebenswirklichkeit und Mythos“ in Hamburg und Rostock. Im Jahr 2006 wurden sie in Dortmund in der Ausstellung „Ferne Welten – Freie Stadt“ gezeigt.

## „Nowgorodfahrergestühl“
Der Name Nowgorodfahrergestühl entstand erst in den 1960er Jahren, als Paul Heinze mangels Betrachtung der vorliegenden Stralsunder Quellen (hier existierte nie eine Kompanie der Nowgorodfahrer) das damals Russlandfahrergestühl genannte Relief genauer einordnen wollte: Da der Nowgoroder Peterhof sehr bekannt war und im vergleichbaren Lübeck eine Kompanie der Nowgorodfahrer parallel zu den Rigafahrern bestand, kam es wohl zu dieser Verwechslung.

## Ausstellungskataloge
- Anton Legner (Hrsg.): „Die Parler und der schöne Stil 1350–1400“, Handbuch zur Ausstellung, Köln 1978, Band 2, Seite 541
- Jörgen Bracker (Hrsg.): „Die Hanse – Lebenswirklichkeit und Mythos, Eine Ausstellung des Museums für Hamburgische Geschichte“, Hamburg 1989, Band 1, Seiten 291–293
- Jörgen Bracker (Hrsg.): „Die Hanse – Lebenswirklichkeit und Mythos, Eine Ausstellung des Museums für Hamburgische Geschichte“, Hamburg 1989, Band 2, Seiten 176 f.